# カワサキ・ニンジャ250
ニンジャ250（ニンジャにひゃくごじゅう）とは、カワサキモータースが製造しているニンジャシリーズのオートバイの一つである。以下、本文中ではNinja 250と記述する。
本項では、2013年まで販売されていた前身モデルのNinja 250Rと、2014年に発表された派生車種Ninja 250SL（Ninja RR mono）についても記述する。

## Ninja 250R (初代)
近年、世界的に強まっている自動車排出ガス規制強化の流れは日本のオートバイに対しても同様におよび、新たな排出ガス基準を満たさない軽二輪自動車は、継続生産車においては平成19年（2007年）9月1日以降の生産が不可能となった。カワサキが従来から生産していた250ccクラスのスポーツカテゴリに位置する車両は、いずれも基本設計が古いこともあり新たな排出ガス基準をクリアすることができず生産終了となることが発表された。
このような背景の元、2007年に開催されたパリショーにて、世界戦略車として環境対応を謳った新たな250ccモデルとしてKLX250ならびにD-TRACKER Xと同時に発表されたのが、Ninja 250Rである。
Ninja 250Rに搭載されるエンジンは、直前まで販売されていたZZR250と同様の248cc水冷4ストローク並列2気筒DOHCである。このエンジンは、GPZ250Rに搭載されたものを基本設計とする非常に息の長いシリーズだが、Ninja 250Rではシリンダーヘッド周りやカムチェーンテンショナなど多くの点が改良された。エンジン以外では、旧来モデルからの大きな変更点の一つとして、キャブレターに代わるフューエルインジェクション (FI) の採用が挙げられる。また、排出ガス規制対応のためキャタライザーが搭載された。
当初の販売価格は2008年モデルでは税込みで49万8000円であったが、これは生産をタイの現地法人である「カワサキモータース エンタープライズ タイランド(KMET)」にて行うだけでなく、既存の車体構成や他車の部品を流用し、仕様を極力世界共通とするなどして大幅にコストを低減させたことによるものであり、他社の250ccスクーターや、この先代機種にあたるZZR250の最終型よりも廉価であった。
その後は円高により日本からタイに輸送する主要部品の輸出コストが高くなり、それを補う為に新カラーリングによるイヤーモデル発表のたびに価格改定が行われ、2009年モデルは52万3000円、2010年モデルは52万8000円、2011年/2012年モデルは53万3000円となった。生産国であるタイでは、日本円に換算しておよそ30万円前後で販売されている。
本車の発売以降、他社からはホンダ・CBR250R（後にCBR250RR）、スズキ・GSR250（後にGSX250R）、ヤマハ・YZF-R25が相次いで発売され、250ccのロードスポーツモデルが活況を呈するようになった。
2008年モデル
2008年4月5日発売。カラーバリエーションは以下のラインナップとなる。
- 通常モデル
  - █ライムグリーン
  - █エボニー
  - █キャンディプラズマブルー

2009年モデル
2008年12月1日発売。カラーバリエーションが以下のラインナップに変更された。
- 通常モデル
  - █ライムグリーン
  - █メタリックディアブロブラック
  - █サンビームレッド

2010年モデル
2009年10月15日発売。カラーバリエーションが以下のラインナップに変更された。
- 通常モデル
  - █ライムグリーン
  - █エボニー
  - █メタリックアイランドブルー
- Special Edition
  - ██エボニー×キャンディパーシモンレッド

2011年モデル
2010年8月1日発売。カラーバリエーションが以下のように改められた。メーターパネルのフォントおよび背景色(黒から白)を変更。
- 通常モデル
  - █エボニー
  - █メタリックインペリアルブルー
- Special Edition
  - ██パールホワイト×エボニー
  - ██ライムグリーン(400台限定)

2012年モデル
2011年8月1日発売。カラーバリエーションが以下のように改められた。2012年3月1日にメタリックスパークブラックをベースにグラフィックを配した数量限定モデルを追加し、2012年7月1日にはSpecial Editionが追加された。
- 通常モデル
  - █ライムグリーン
  - █メタリックスパークブラック
  - █パッションレッド
- 数量限定モデル(300台限定)
  - ██メタリックスパークブラック
- Special Edition
  - ██キャンディバーントオレンジ×メタリックスパークブラック

## Ninja 250（2代目）
2012年8月1日にNinja 250としてフルモデルチェンジされた2013年モデルが川崎重工業より発表された。車名末尾の“R”はなくなり、車体デザインはZX-10Rをモチーフとした形状に刷新され、のちのZX-6Rとともにイメージをそろえるモデルとなった。エンジンも内部構造を全面的に見直し、足回りはホイールが変更され、ABS仕様も追加された。アメリカやヨーロッパ・オーストラリアならびにブラジル向けには、296cc並列2気筒エンジンとアシスト＆スリッパークラッチを載せたNinja 300も発表された。
日本国内では Ninja 250が2013年2月1日より正式に発売されたものの、予告段階で注文数が殺到し、わずか3日で日本向けの年間販売計画台数（6000台）を超えてしまい、追って販売するはずだった兄弟車であるZ250を海外に先駆けて、前倒しして導入する事態となった。
主な変更点
- クランクケース、シリンダー、ピストンなどエンジン主要部品の刷新
- 高張力鋼を使用した新型ダイヤモンドフレームの採用
- デュアルスロットルバルブの採用
- 独立2灯式ヘッドライトの採用
- パッシングスイッチを新採用
- フェアリング埋め込みウインカーの採用
- アナログタコメータとデジタル速度計からなる新型インストゥルメントパネルの採用
- リアタイヤのワイド化（130mmから140mmへ）
- 250ccクラスではカワサキ初となるABSモデルの設定

2013年モデル
2013年2月1日発売。以下のカラーバリエーションで発売された。
- 通常モデル - 512,381円（税抜）
  - █エボニー
  - █パールスターダストホワイト
- Special Edition - 526,667円（税抜）
  - ██ライムグリーン×エボニー
- ABS Special Edition - 574,286円（税抜）
  - ██メタリックムーンダストグレー×エボニー
  - ██パッションレッド×パールスターダストホワイト

2014年モデル以降
2014年モデルは2013年9月1日発売。次の2015年モデルより全仕様でNinja 300同様にアシスト＆スリッパークラッチが追加され、 Special Edition/ABS Special Editionにはタンクパッドを新たに追加した。KMETの生産能力に限界が来ていること、第2次安倍内閣が掲げる経済政策「アベノミクス」の影響によって円相場が円安基調となり、タイからの輸入コストが高くなってしまう懸念から、このモデルより日本及び北米・ブラジル仕様車の生産を順次日本へ移管する。日本に生産移管した分の生産余力は、ヨーロッパ向けやブラジル以外の新興国向けに振り分けられる事となっている。
この年以降のカラーバリエーションは以下の通り。いずれも前年の9月1日に発売されている。
- 通常モデル - 512,500円（税抜）
  - █ライムグリーン（2014年-2015年）
  - █エボニー（2014年）
  - █パールスターダストホワイト（2015年）
  - █メタリックカーボングレー（2016年）
  - █キャンディバーントオレンジ（2016年）
  - █メタリックスパークブラック×メタリックグラファイトグレー（2017年）
  - █キャンディプラズマブルー（2017年）
- Special Edition - 527,000円（税抜）
  - ██キャンディバーントオレンジ×エボニー（2014年）
  - ██キャンディプラズマブルー×エボニー（2015年）
  - ██ライムグリーン×パールスターダストホワイト（2016年）
- ABS Special Edition - 574,500円（税抜）
  - ██ライムグリーン×エボニー（2014年）
  - ██パールスターダストホワイト×エボニー（2014年）
  - ██メタリックムーンダストグレー×エボニー（2015年）
  - ██ライムグリーン×パールスターダストホワイト（2015年）
  - ██キャンディプラズマブルー×メタリックグラファイトグレー（2016年）
  - ██キャンディパーシモンレッド×メタリックスパークブラック（2017年）
- ABS KRT Edition - 574,500円（税抜）
  - ██ライムグリーン×エボニー（2016年-）

KRT Winter Test Edition
Ninja 250 ABS KRT Winter Test Edition（ケーアールティー ウィンターテストエデイション）は、2017年モデルの限定仕様として2016年11月1日に発売された。
2016年モデルから発売されているKRT（カワサキ・レーシング・チーム）Edition のホイールを幅広のものに換装し、前後輪ともラジアルタイヤ （前110/70R17 54H・後150/60R17 66H）を装備させた仕様である。価格は594,000円（税抜）で車体カラーは█フラットエボニー。

## Ninja 250SL
2014年2月、海外でNinja 250SL（Ninja RR mono）が発表された。当初はマレーシア仕様、フィリピン仕様、中国仕様、タイ仕様と、インドネシア仕様となるNinja RR monoのみで日本国内向けの販売は無かったが、2015年4月15日より日本仕様もNinja 250SLとして正規輸入により発売された。生産はタイで行われている。
車名の「SL」は スーパーライト（Super Light）を表しており、車体の軽量さをモデルのコンセプトとしている。新設計の鋼管トレリスフレームを採用し、ホイールベースをNinja 250比で80mm短縮、タイヤサイズを前後ともNinja 250より1サイズ細いものにするなど、軽量でスリム・コンパクトな車体に仕上げられ、車両重量はNinja 250より20kg以上軽い。
外観上はNinja 250同様のフルカウルだが、ヘッドライトは一灯式となっている。エンジンはKLXシリーズで使われている単気筒エンジンを改良したもので、高回転域寄りのセッティングとされ最高出力が向上している。東南アジア仕様とヨーロッパ仕様はABSが標準装備されており、日本仕様では2016年4月15日に発売されたNinja 250SL ABS KRT Editionにのみ装備された。
2015年モデルでは本体フレームへの溶接となっていたタンデムステップを固定するサブフレームが、2016年モデルではZ250SLと同様のボルト接続となり、取り外すことができるようになった。その他は車体色の変更にとどまっている。
平成28年排出ガス規制が2017年9月から継続生産車及び輸入車にも適用されるため、2017年6月で日本国内向けの生産を終了した。
モデルカラー
- 通常モデル - 425,000円（税抜）
  - ██ライムグリーン×エボニー（2015年）
  - ██パッションレッド×エボニー（2015年）
  - █エボニー（2016年）
  - ██キャンディプラズマブルー（2016年）
- ABS KRT Edition - 485,000円（税抜）
  - ██ライムグリーン×エボニー（2016年）

## Ninja 250（3代目）
2017年の東京モーターショーで新型のNinja 250がNinja 400ともに発表され、2018年2月に発売された。
エンジンが完全新設計され出力が向上された。ヘッドライトはLED化されロー・ハイビーム共に両目点灯となった。ABSの標準装備化フレームの刷新およびNinja400との共通化。フロントブレーキが前モデルの290mmから310mmへと大径化されている。タイヤはバイアスタイヤである。
モデルカラー
- 通常モデル
  - ██パッションレッド×エボニー（2018年）
  - ██キャンディプラズマブルー（2018年）
- KRT Edition -
  - ██ライムグリーン×エボニー（2018年）